# MS-CHAP
In informatica l'MS-CHAP (acronimo di Microsoft Challenge-Handshake Authentication Protocol) è un protocollo di autenticazione.
MS-CHAP è un protocollo sviluppato da Microsoft deriva direttamente dal CHAP ed è stato modificato per integrare la funzionalità di autenticazione basate sulla cifratura, tra Pc in reti windows.
MS-CHAP eredita dal CHAP il meccanismo di challenge-response per autenticare attraverso una password il client verso il server.
Il server di autenticazione diversamente dal CHAP non ha necessità di memorizzare la password
neanche in formato cifrato, e gli algoritmi utilizzati per il processo di cifratura e per quello di hashing sono rispettivamente il DES (Data Encryption Standard) e l'MD4 (Message Digest 4).
Microsoft, in questo articolo, ha dichiarato obsoleto questo protocollo, escludendolo di fatto dai protocolli presenti in Windows Vista, sostituendolo con la nuova versione dello stesso.